# CHINTAI ACTIVE ON SUNDAYS
『CHINTAI ACTIVE ON SUNDAYS』（チンタイ アクティブ・オン・サンデーズ）は、2018年4月1日から2019年3月31日までJ-WAVEで放送されていたラジオ番組。CHINTAIの一社提供で放送。

## 概要
森矢カンナがナビゲーターを務めていた日曜昼の情報番組で、毎週日曜 12:00 - 12:54（日本標準時）に放送。女優である森矢は、2018年以前にラジオドラマに出演したことはあるものの、それ以外のラジオ番組を担当したのはこれが初である。
番組は、休みの日を有効活用する方法をリスナーに提案。各回でテーマにした最新のスポーツやアウトドアイベントなどを、森矢自らの体験レポートで紹介していた。また、ゲストを招いてのロケやトークも実施していた。